# Казанка (Алтайский край)
Казанка — посёлок в Алтайском районе Алтайского края России. Входит в состав Куяганского сельсовета.

## География
Посёлок находится в юго-восточной части Алтайского края, на правом берегу реки Куяган, на расстоянии примерно 42 километров (по прямой) к юго-западу от посёлка Алтайского, административного центра района. Абсолютная высота — 665 метров над уровнем моря.
Климат умеренно континентальный с теплым летом и умеренно морозной снежной зимой. Средняя температура января −16,8ºС, июля — + 19,2ºС. Годовое количество осадков — 937 мм.

## Население
| 1997 | 1998 | 1999 | 2000 | 2001 | 2002 | 2003 |
| ---- | ---- | ---- | ---- | ---- | ---- | ---- |
| 46   | ↘36  | ↗38  | ↗40  | ↘39  | ↘25  | ↗30  |
| 2004 | 2005 | 2006 | 2007 | 2008 | 2009 | 2010 |
| ↘26  | ↘25  | ↘24  | ↘23  | ↘20  | ↘12  | ↘11  |
| 2011 | 2012 | 2013 |      |      |      |      |
| ↗13  | ↘7   | ↘5   |      |      |      |      |

Согласно результатам переписи 2002 года, в национальной структуре населения русские составляли 97 %.

## Улицы
Уличная сеть посёлка состоит из одной улицы (ул. Центральная).